# Lepidopilidium cespitosum
Lepidopilidium cespitosum är en bladmossart som beskrevs av Brotherus 1907. Lepidopilidium cespitosum ingår i släktet Lepidopilidium och familjen Hookeriaceae. Inga underarter finns listade i Catalogue of Life.